# Voskressénskoie (Sakhalín)
|  | Per a altres significats, vegeu «Voskressénskoie». |

Voskressénskoie (en rus: Воскресенское) és un poble de l'óblast de Sakhalín, a l'Extrem Orient de Rússia, que el 2013 tenia 290 habitants. Pertany al districte d'Aniva.